# Idiochlora berwicki
Idiochlora berwicki là một loài bướm đêm trong họ Geometridae.